# Archidiakonat Wismar

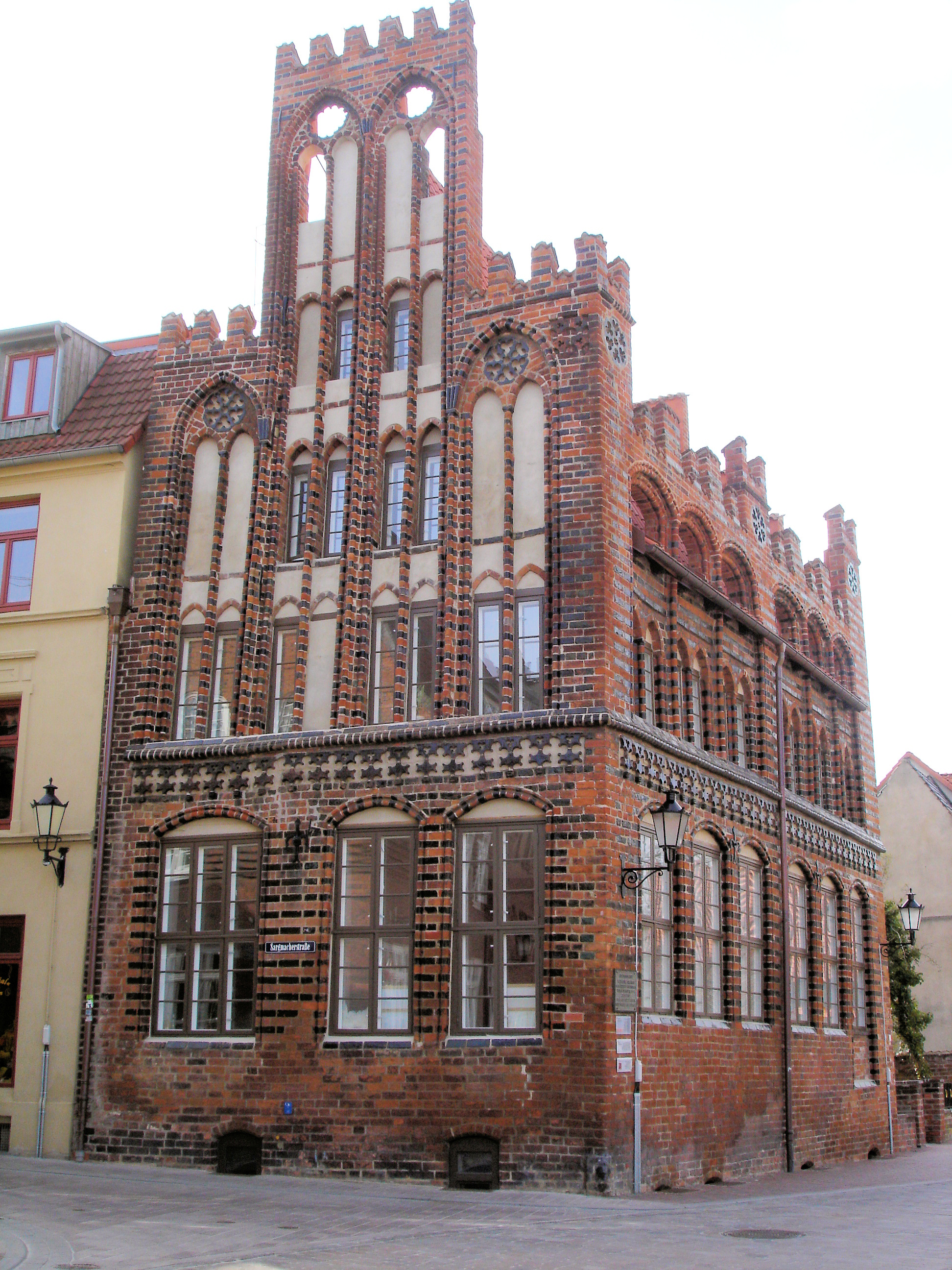
Archidiakonat in Wismar

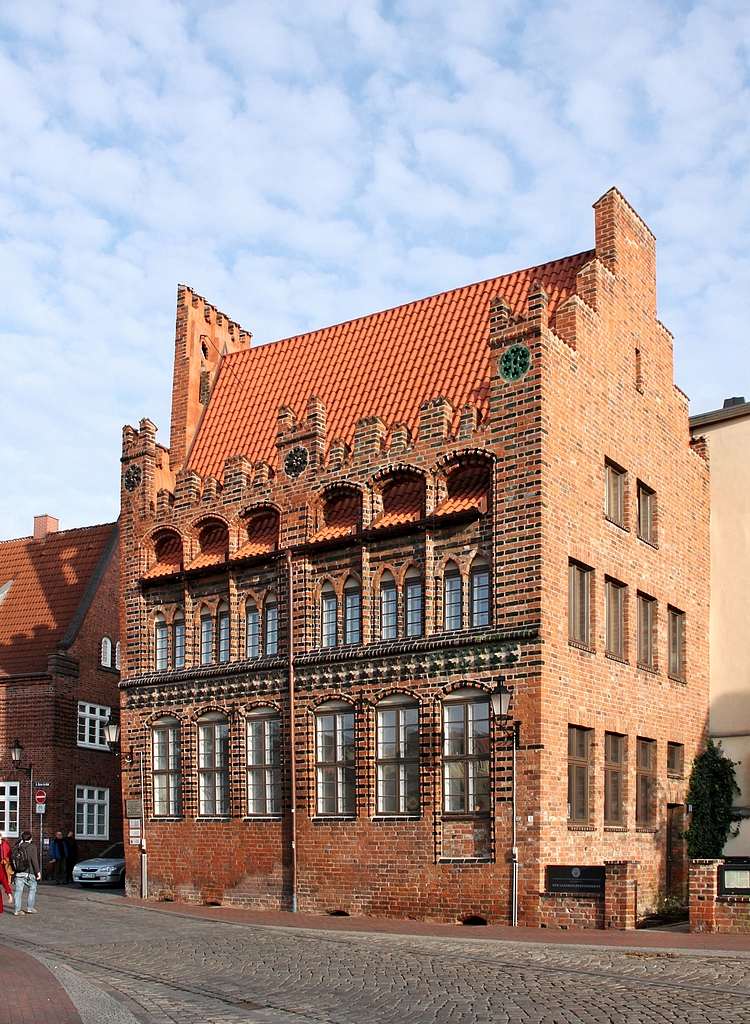
Ansicht aus Richtung Westen

Das ehemalige Archidiakonat ist ein denkmalgeschütztes Gebäude am St.-Marien-Kirchhof 3 in Wismar im Landkreis Nordwestmecklenburg. Das ehemalige Verwaltungs- und Wohngebäude des Archidiakonats ist im Stil der norddeutschen Backsteingotik errichtet worden.

## Geschichte und Architektur
Der zweigeschossige Backsteinbau wurde in der Mitte des 15. Jahrhunderts als Kapellanei Unserer Lieben Frauen nach dem Vorbild der Alten Schule, die 1945 zerstört wurde, vermutlich nach Plänen von H. Münster, errichtet. Dendrochronologische Untersuchungen in den Jahren 2008 und 2009 ergaben den Nachweis für einen Baubeginn kurz nach 1400 und nicht wie bisher angenommen in der Mitte des 15. Jahrhunderts. Das 1880 bis 1885 auf Initiative von Johann Joachim Hartwig Meyer restaurierte Bauwerk war ursprünglich doppelt so lang. 
Es wurde 1945 im Zweiten Weltkrieg stark beschädigt und von 1962 bis 1963 nach alten Plänen wiederaufgebaut, der südliche Giebel wurde in vereinfachter Form ergänzt. Die Fenster im Erdgeschoss befinden sich in segmentbogigen Nischen, die oberhalb mit Maßwerk verziert wurden. Die sechsachsige Traufseite im Obergeschoss ist durch kleine Fenster in Blendnischen gegliedert. Die Arkatur der Traufe wurde mit Zinnen besetzt. Der dreiteilige Staffelgiebel an der Nordseite ist ebenfalls mit Zinnen bekrönt. Die Fenster des Obergeschosses sind in die Blendengliederung eingezogen. Der reiche Baudekor besteht überwiegend glasierten Ziegeln und Formsteinen. Bei der Sanierung wurden der Eingang und das Treppenhaus vom ursprünglichen Platz verlegt, in den Innenraum wurden Massivdecken und Trennwände neu eingezogen. Die Innenräume des Archidiakonats beherbergen heute die Landessuperintendentur der Evangelisch-Lutherischen Landeskirche Mecklenburgs sowie eine Begegnungsstätte für Kinder und Jugendliche. Neben dem Marienkirchturm ist das Archidiakonatshaus das letzte mittelalterliche Bauwerk am Marienkirchplatz.